# میلاد محمدی
میلاد محمدی (زادهٔ ۷ مهر ۱۳۷۲) بازیکن فوتبال اهل ایران است که در پست دفاع چپ برای باشگاه فوتبال پرسپولیس در لیگ برتر خلیج فارس و تیم ملی ایران بازی می‌کند.
وی برادر دوقلوی مهرداد محمدی بازیکن باشگاه فوتبال تراکتور_تبریز است.

## زندگی شخصی
میلاد محمدی متولد جنوب تهران در منطقه فلاح است، اما به گفته خودش اصالتاً اهل قزوین‌ و روستای کشمرز است.

## سابقه باشگاهی

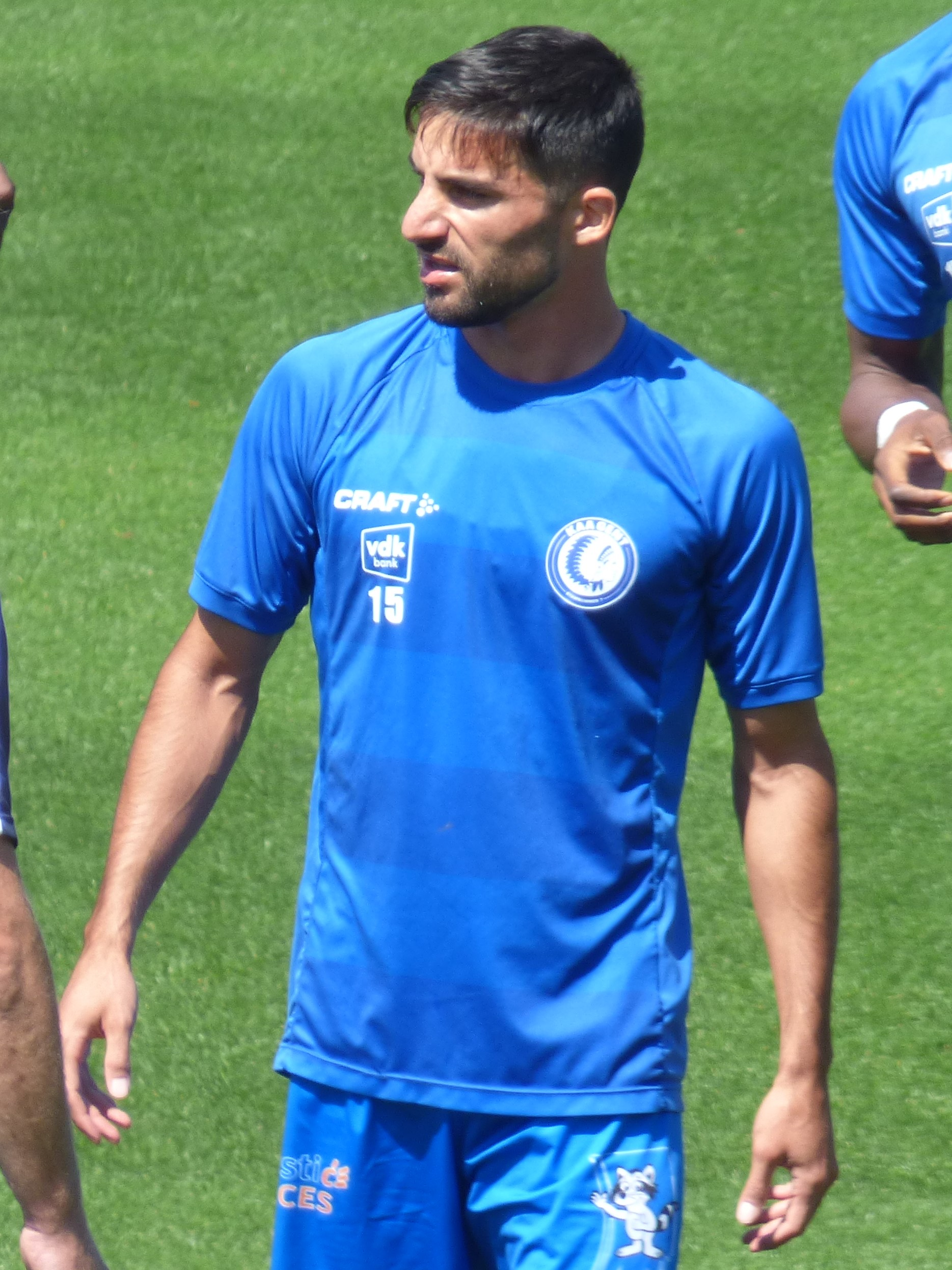
میلاد محمدی در سال ۲۰۱۷ همراه با احمد گروژنی

### راه آهن
میلاد محمدی و برادرش، مهرداد محمدی در ۲۵ تیر ۱۳۹۳ با قراردادی ۵ ساله به راه آهن پیوستند و اولین بازی خود را با پیراهن این تیم در برابر استقلال در لیگ برتر ۹۴–۱۳۹۳ انجام دادند.

### پرسپولیس
میلاد محمدی در ۲۹ مرداد ۱۴۰۳ به تیم پرسپولیس پیوست. نخستین بازی وی با پیراهن پرسپولیس در هفته سوم در مقابل تیم فولاد و در شهر قزوین بود که این دیدار با برتری دوگله سرخپوشان همراه بود.

## آمار باشگاهی
تا تاریخ ۲۵ اردیبهشت ۱۴۰۴
| باشگاه               | دسته                 | فصل                  | لیگ  | لیگ | جام حذفی | جام حذفی | آسیا | آسیا | سوپر جام | سوپر جام | مجموع | مجموع |
| باشگاه               | دسته                 | فصل                  | بازی | گل  | بازی     | گل       | بازی | گل   | بازی     | گل       | بازی  | گل    |
| -------------------- | -------------------- | -------------------- | ---- | --- | -------- | -------- | ---- | ---- | -------- | -------- | ----- | ----- |
| راه‌آهن               | لیگ برتر             | ۹۴–۱۳۹۳              | ۲۷   | ۰   | ۲        | ۱        | –    | –    | –        | –        | ۲۹    | ۱     |
| راه‌آهن               | لیگ برتر             | ۹۵–۱۳۹۴              | ۱۷   | ۰   | ۲        | ۰        | –    | –    | –        | –        | ۱۹    | ۰     |
| مجموع راه‌آهن         | مجموع راه‌آهن         | مجموع راه‌آهن         | ۴۴   | ۰   | ۴        | ۱        | –    | –    | –        | –        | ۴۸    | ۱     |
| احمد گروزنی          | لیگ برتر روسیه       | ۲۰۱۵–۲۰۱۶            | ۳    | ۰   | ۰        | ۰        | –    | –    | –        | –        | ۳     | ۰     |
| احمد گروزنی          | لیگ برتر روسیه       | ۲۰۱۶–۲۰۱۷            | ۲۴   | ۲   | ۱        | ۰        | –    | –    | –        | –        | ۲۵    | ۲     |
| احمد گروزنی          | لیگ برتر روسیه       | ۲۰۱۷–۲۰۱۸            | ۲۳   | ۰   | ۱        | ۰        | –    | –    | –        | –        | ۲۴    | ۰     |
| احمد گروزنی          | لیگ برتر روسیه       | ۲۰۱۸–۲۰۱۹            | ۲۸   | ۱   | ۲        | ۰        | –    | –    | –        | –        | ۳۰    | ۱     |
| مجموع احمد گروزنی    | مجموع احمد گروزنی    | مجموع احمد گروزنی    | ۷۸   | ۳   | ۴        | ۰        | –    | –    | –        | –        | ۸۲    | ۳     |
| خنت                  | لیگ برتر بلژیک       | ۲۰۱۹–۲۰۲۰            | ۱۸   | ۱   | ۲        | ۰        | ۴    | ۰    | –        | –        | ۲۴    | ۱     |
| خنت                  | لیگ برتر بلژیک       | ۲۰۲۰–۲۰۲۱            | ۳۲   | ۱   | ۳        | ۰        | ۶    | ۰    | –        | –        | ۴۱    | ۱     |
| مجموع خنت            | مجموع خنت            | مجموع خنت            | ۵۰   | ۲   | ۵        | ۰        | ۱۰   | ۰    | –        | –        | ۶۵    | ۲     |
| آ.ا.ک.آتن            | سوپر لیگ یونان       | ۲۰۲۱–۲۰۲۲            | ۲۵   | ۰   | ۳        | ۰        | –    | –    | –        | –        | ۲۸    | ۰     |
| آ.ا.ک.آتن            | سوپر لیگ یونان       | ۲۰۲۲–۲۰۲۳            | ۱۳   | ۰   | ۱        | ۰        | –    | –    | –        | –        | ۱۴    | ۰     |
| آ.ا.ک.آتن            | سوپر لیگ یونان       | ۲۰۲۳–۲۰۲۴            | ۱۰   | ۱   | ۰        | ۰        | ۴    | ۰    | –        | –        | ۱۴    | ۱     |
| مجموع آ.ا.ک.آتن      | مجموع آ.ا.ک.آتن      | مجموع آ.ا.ک.آتن      | ۴۸   | ۱   | ۴        | ۰        | ۴    | ۰    | –        | –        | ۵۶    | ۱     |
| آدانا دمیرسپور       | سوپر لیگ ترکیه       | ۲۰۲۳–۲۰۲۴            | ۱۳   | ۰   | ۰        | ۰        | –    | –    | –        | –        | ۱۳    | ۰     |
| آدانا دمیرسپور       | سوپر لیگ ترکیه       | ۲۰۲۴–۲۰۲۵            | ۲    | ۰   | ۰        | ۰        | –    | –    | –        | –        | ۲     | ۰     |
| مجموع آدانا دمیرسپور | مجموع آدانا دمیرسپور | مجموع آدانا دمیرسپور | ۱۵   | ۰   | ۰        | ۰        | –    | –    | –        | –        | ۱۵    | ۰     |
| پرسپولیس             | لیگ برتر             | ۰۴–۱۴۰۳              | ۲۶   | ۰   | ۱        | ۰        | ۸    | ۰    | ۱        | ۰        | ۳۶    | ۰     |
| مجموع پرسپولیس       | مجموع پرسپولیس       | مجموع پرسپولیس       | ۲۶   | ۰   | ۱        | ۰        | ۸    | ۰    | ۱        | ۰        | ۳۶    | ۰     |
| مجموع آمار           | مجموع آمار           | مجموع آمار           | ۲۶۱  | ۶   | ۱۸       | ۱        | ۲۲   | ۰    | ۱        | ۰        | ۳۰۲   | ۷     |

## آمار ملی

### بازی‌های ملی
تا تاریخ ۵ ژوئن ۲۰۲۵
| ایران | ایران | ایران | ایران  |
| سال   | بازی  | گل    | پاس گل |
| ----- | ----- | ----- | ------ |
| ۲۰۱۵  | ۲     | ۰     | ۰      |
| ۲۰۱۶  | ۶     | ۰     | ۰      |
| ۲۰۱۷  | ۶     | ۰     | ۰      |
| ۲۰۱۸  | ۱۰    | ۰     | ۰      |
| ۲۰۱۹  | ۱۰    | ۰     | ۱      |
| ۲۰۲۰  | ۲     | ۰     | ۰      |
| ۲۰۲۱  | ۷     | ۱     | ۰      |
| ۲۰۲۲  | ۵     | ۰     | ۰      |
| ۲۰۲۳  | ۴     | ۰     | ۳      |
| ۲۰۲۴  | ۱۵    | ۰     | ۲      |
| ۲۰۲۵  | ۳     | ۰     | ۰      |
| مجموع | ۷۰    | ۱     | ۶      |

### گل‌های ملی
| شماره | تاریخ        | میزبان | بازی ملی | حریف   | نتیجه | رقابت                  |
| ----- | ------------ | ------ | -------- | ------ | ----- | ---------------------- |
| ۱     | ۱۱ ژوئن ۲۰۲۱ | رفاع   | ۴۰       | کامبوج | ۱۰–۰  | مقدماتی جام جهانی ۲۰۲۲ |

## افتخارات

### آ. ا. ک آتن
- سوپر لیگ فوتبال یونان (۱): ۲۰۲۳–۲۰۲۲[۶]
- جام حذفی فوتبال یونان (۱): ۲۰۲۳–۲۰۲۲[۷]

### فردی
- بهترین دفاع چپ سال ۱۴۰۳ با رای کارشناسان در نوروز فوتبالی
- بهترین دفاع چپ سال ۱۴۰۳ با رای مردمی در نوروز فوتبالی
- تیم منتخب سال ۱۴۰۳ نوروز فوتبالی